# Triskel
Voor de driespiraal, zie: Triskelion.
Triskel is een hopvariëteit, gebruikt voor het brouwen van bier.
Deze hopvariëteit is een “aromahop”, bij het bierbrouwen voornamelijk gebruikt vanwege zijn aromatische eigenschappen. Dit is de tweede Franse kweek, na Aramis binnen een onderzoeksprogramma in de Elzas. Het is een kruising tussen een mannelijke hopplant en Yeoman, een Engelse hopvariëteit. De naam verwijst naar de triskelion, het symbool van de Galliërs, de voorvaderen van de huidige Fransen.

## Kenmerken
- Alfazuur: 8 – 9%
- Bètazuur: 4 – 4,7%
- Eigenschappen: eenzelfde aroma als Strisselspalt met florale toetsen maar iets fruitiger